# Gypsophila alsinoides
Gypsophila alsinoides är en nejlikväxtart som beskrevs av Aleksandr Andrejevitj Bunge. Gypsophila alsinoides ingår i släktet slöjor, och familjen nejlikväxter. Inga underarter finns listade i Catalogue of Life.